# Kirsten Rolffes
Kirsten Rolffes (20 de setembro de 1928 - 10 de abril de 2000) foi uma atriz dinamarquesa, reconhecida internacionalmente principalmente por seus papéis em The Kingdom e Matador.
Ela foi nomeada cavaleira em 1990 pela Rainha Margarida II por seus serviços prestados às artes cênicas.

## Morte
Depois de lutar contra o câncer de mama e passar por diversas operações cirúrgicas, Kirsten Rolffes interrompeu o tratamento em 1995. Ela morreu em 2000 em Copenhaga, deixando seus três filhos, ela está enterrada no Cemitério Garrison.

## Filmografia
| Ano  | Título                            | Papel                                  | Nota(s)                  |
| ---- | --------------------------------- | -------------------------------------- | ------------------------ |
| 1951 | Meet Me on Cassiopeia             | Garota do bar Roomster                 | sem créditos             |
| 1953 | We Who Go the Kitchen Route       | Olga                                   |                          |
| 1955 | Gengæld                           | Fru Donner                             |                          |
| 1956 | Qivitoq - Fjeldgængeren           | Enfermeira Kirsten Prage               |                          |
| 1963 | Hvad med os?                      | Esposa de Gorm                         |                          |
| 1968 | I den grønne skov                 | Cartomante                             |                          |
| 1969 | The Man Who Thought Life          | A anfitriã                             |                          |
| 1970 | Løgneren                          | Sra. Outono                            |                          |
| 1974 | Rapportpigen                      | Harriet                                |                          |
| 1974 | Pigen og drømmeslottet            | Emma Holgersen                         |                          |
| 1974 | Nøddebo præstegaard               | Rasmine                                |                          |
| 1975 | Sønnen fra vingården              | Cônsul Martinho                        |                          |
| 1977 | Mind Your Back, Professor         | Secretária do Instituto Eslavo         |                          |
| 1979 | Skal vi danse først?              | A mãe de Susana                        |                          |
| 1981 | Historien om Kim Skov             | Professora                             |                          |
| 1981 | Gummi-Tarzan                      | Senhora com cachorro                   |                          |
| 1983 | Otto er et næsehorn               | Sra. Flora                             |                          |
| 1984 | Busters verden                    | Mãe de Joanna                          |                          |
| 1985 | Walter og Carlo - op på fars hat  | Viola van Heimvee                      |                          |
| 1986 | Valhalla                          | Ravnen Munin / Mãe de Røskvas e Tjalfe | Versão dinamarquesa, Voz |
| 1986 | Walter og Carlo - yes, det er far | Viola van Heimvee                      |                          |
| 1987 | Sidste akt                        | Senhorita Archie                       |                          |
| 1988 | Elvis Hansen, en samfundshjælper  | Putte von Porter                       |                          |
| 1989 | Waltzing Regitze                  | Mãe de Regitze                         |                          |
| 1990 | Casanova                          | Sygeplejerske                          |                          |
| 1991 | The Great Day on the Beach        | Fru. Fredriksen                        |                          |
| 1992 | Sofie                             | Mãe de Jonas                           |                          |
| 1993 | Jungledyret                       |                                        | voz                      |
| 1997 | Nonnebørn                         | Priorinden / The Prioress              |                          |